# WTA-toernooi van Amelia Island
Het WTA-toernooi van Amelia Island was een jaarlijks terugkerend tennistoernooi voor vrouwen dat werd georganiseerd op het Amerikaanse eiland Amelia Island, Florida. Het toernooi werd sedert 1980 gehouden en droeg de officiële naam Bausch & Lomb Championships. Er werd op groen gravel gespeeld.
Vanaf 1988 viel het toernooi in de "Tier II"-categorie. In 2009 werd het opgevolgd door het WTA-toernooi van Ponte Vedra Beach.
De Belgische Justine Henin bereikte de finale in 2002. Daarin bleek Venus Williams in drie sets te sterk.

## Officiële namen
- 1980-1982: Murjani WTA Championships
- 1983: Lipton/WTA Championships
- 1984: WTA Championships
- 1985-1986: Sunkist/WTA Championships
- 1987: Bausch & Lomb/WTA Championships
- 1988-2008: Bausch & Lomb Championships

## Meervoudig winnaressen enkelspel
| speelster               | aantal titels | in de jaren      |
| ----------------------- | ------------- | ---------------- |
| Gabriela Sabatini*      | 3             | 1989, 1991, 1992 |
| / Martina Navrátilová   | 3             | 1980, 1984, 1988 |
| Chris Evert             | 3             | 1981–1983        |
| Steffi Graf             | 3             | 1986, 1987, 1990 |
| Lindsay Davenport       | 3             | 1997, 2004, 2005 |
| Arantxa Sánchez Vicario | 2             | 1993, 1994       |
| Monica Seles            | 2             | 1999, 2000       |

## Enkel- en dubbelspeltitel in één jaar
| speelster               | in het jaar |
| ----------------------- | ----------- |
| Steffi Graf             | 1987        |
| Arantxa Sánchez Vicario | 1994        |
| Lindsay Davenport       | 1997        |
| Mary Pierce             | 1998        |

## Finales

### Enkelspel
| Datum      | Naam                      | Cat.    | ($)     | Ondergrond     | Winnares            | Verliezend finaliste | Uitslag       |         |
| ---------- | ------------------------- | ------- | ------- | -------------- | ------------------- | -------------------- | ------------- | ------- |
| 1980-04-14 | Murjani WTA Champ's       |         | 100.000 | gravel, buiten | Martina Navrátilová | Hana Mandlíková      | 5-7, 6-3, 6-2 | details |
| 1981-04-20 | Murjani WTA Champ's       |         | 250.000 | gravel, buiten | Chris Evert         | Martina Navrátilová  | 6-0, 6-0      | details |
| 1982-04-19 | Murjani WTA Champ's       |         | 250.000 | gravel, buiten | Chris Evert         | Andrea Jaeger        | 6-3, 6-1      | details |
| 1983-04-11 | Lipton/WTA Champ's        |         | 250.000 | gravel, buiten | Chris Evert         | C Bassett-Seguso     | 6-3, 2-6, 7-5 | details |
| 1984-04-16 | WTA Championships         |         | 250.000 | gravel, buiten | Martina Navrátilová | Chris Evert          | 6-2, 6-0      | details |
| 1985-04-15 | Sunkist/WTA Champ's       |         | 250.000 | gravel, buiten | Zina Garrison       | Chris Evert          | 6-4, 6-3      | details |
| 1986-04-14 | Sunkist/WTA Champ's       |         | 275.000 | gravel, buiten | Steffi Graf         | Claudia Kohde-Kilsch | 6-4, 5-7, 7-6 | details |
| 1987-04-13 | Bausch & Lomb/WTA Champ's |         | 300.000 | gravel, buiten | Steffi Graf         | Hana Mandlíková      | 6-3, 6-4      | details |
| 1988-04-11 | Bausch & Lomb Champ's     | Tier II | 300.000 | gravel, buiten | Martina Navrátilová | Gabriela Sabatini    | 6-0, 6-2      | details |
| 1989-04-10 | Bausch & Lomb Champ's     | Tier II | 300.000 | gravel, buiten | Gabriela Sabatini   | Steffi Graf          | 3-6, 6-3, 7-5 | details |
| 1990-04-09 | Bausch & Lomb Champ's     | Tier II | 350.000 | gravel, buiten | Steffi Graf         | Arantxa Sánchez      | 6-1, 6-0      | details |
| 1991-04-08 | Bausch & Lomb Champ's     | Tier II | 350.000 | gravel, buiten | Gabriela Sabatini   | Steffi Graf          | 7-5, 7-6      | details |
| 1992-04-06 | Bausch & Lomb Champ's     | Tier II | 350.000 | gravel, buiten | Gabriela Sabatini   | Steffi Graf          | 6-2, 1-6, 6-3 | details |
| 1993-04-05 | Bausch & Lomb Champ's     | Tier II | 375.000 | gravel, buiten | Arantxa Sánchez     | Gabriela Sabatini    | 6-2, 5-7, 6-2 | details |
| 1994-04-04 | Bausch & Lomb Champ's     | Tier II | 400.000 | gravel, buiten | Arantxa Sánchez     | Gabriela Sabatini    | 6-1, 6-4      | details |
| 1995-04-03 | Bausch & Lomb Champ's     | Tier II | 430.000 | gravel, buiten | Conchita Martínez   | Gabriela Sabatini    | 6-1, 6-4      | details |
| 1996-04-08 | Bausch & Lomb Champ's     | Tier II | 450.000 | gravel, buiten | Irina Spîrlea       | Mary Pierce          | 6-7, 6-4, 6-3 | details |
| 1997-04-07 | Bausch & Lomb Champ's     | Tier II | 450.000 | gravel, buiten | Lindsay Davenport   | Mary Pierce          | 6-2, 6-3      | details |
| 1998-04-06 | Bausch & Lomb Champ's     | Tier II | 450.000 | gravel, buiten | Mary Pierce         | Conchita Martínez    | 6-7, 6-0, 6-2 | details |
| 1999-04-05 | Bausch & Lomb Champ's     | Tier II | 520.000 | gravel, buiten | Monica Seles        | Ruxandra Dragomir    | 6-2, 6-3      | details |
| 2000-04-10 | Bausch & Lomb Champ's     | Tier II | 535.000 | gravel, buiten | Monica Seles        | Conchita Martínez    | 6-3, 6-2      | details |
| 2001-04-09 | Bausch & Lomb Champ's     | Tier II | 565.000 | gravel, buiten | Amélie Mauresmo     | Amanda Coetzer       | 6-4, 7-5      | details |
| 2002-04-08 | Bausch & Lomb Champ's     | Tier II | 585.000 | gravel, buiten | Venus Williams      | Justine Henin        | 2-6, 7-5, 7-6 | details |
| 2003-04-14 | Bausch & Lomb Champ's     | Tier II | 585.000 | gravel, buiten | Jelena Dementjeva   | Lindsay Davenport    | 4-6, 7-5, 6-3 | details |
| 2004-04-05 | Bausch & Lomb Champ's     | Tier II | 585.000 | gravel, buiten | Lindsay Davenport   | Amélie Mauresmo      | 6-4, 6-4      | details |
| 2005-04-04 | Bausch & Lomb Champ's     | Tier II | 585.000 | gravel, buiten | Lindsay Davenport   | Silvia Farina-Elia   | 7-5, 7-5      | details |
| 2006-04-03 | Bausch & Lomb Champ's     | Tier II | 600.000 | gravel, buiten | Nadja Petrova       | Francesca Schiavone  | 6-4, 6-4      | details |
| 2007-04-02 | Bausch & Lomb Champ's     | Tier II | 600.000 | gravel, buiten | Tatiana Golovin     | Nadja Petrova        | 6-2, 6-1      | details |
| 2008-04-07 | Bausch & Lomb Champ's     | Tier II | 600.000 | gravel, buiten | Maria Sjarapova     | Dominika Cibulková   | 7-6, 6-3      | details |

### Dubbelspel
| Datum      | Naam                      | Cat.    | ($)     | Ondergrond     | Winnaressen                                                                | Verliezend finalistes                                                      | Uitslag                                                                    |         |
| ---------- | ------------------------- | ------- | ------- | -------------- | -------------------------------------------------------------------------- | -------------------------------------------------------------------------- | -------------------------------------------------------------------------- | ------- |
| 1980-04-14 | Murjani WTA Champ's       |         | 100.000 | gravel, buiten | Rosie Casals Ilana Kloss                                                   | Kathy Jordan Pam Shriver                                                   | 7-6, 7-6                                                                   | details |
| 1981-04-20 | Murjani WTA Champ's       |         | 250.000 | gravel, buiten | Kathy Jordan Paula Smith                                                   | JoAnne Russell Virginia Ruzici                                             | 6-3, 5-7, 7-6                                                              | details |
| 1982-04-19 | Murjani WTA Champ's       |         | 250.000 | gravel, buiten | Leslie Allen Mima Jaušovec                                                 | Barbara Potter Sharon Walsh                                                | 6-1, 7-5                                                                   | details |
| 1983-04-11 | Lipton/WTA Champ's        |         | 250.000 | gravel, buiten | Rosalyn Fairbank Candy Reynolds                                            | Hana Mandlíková Virginia Ruzici                                            | 6-4, 6-2                                                                   | details |
| 1984-04-16 | WTA Championships         |         | 250.000 | gravel, buiten | Kathy Jordan Anne Smith                                                    | Anne Hobbs Mima Jaušovec                                                   | 6-4, 3-6, 6-4                                                              | details |
| 1985-04-15 | Sunkist/WTA Champ's       |         | 250.000 | gravel, buiten | Rosalyn Fairbank Hana Mandlíková                                           | C Bassett-Seguso Chris Evert                                               | 6-1, 2-6, 6-2                                                              | details |
| 1986-04-14 | Sunkist/WTA Champ's       |         | 275.000 | gravel, buiten | Claudia Kohde-Kilsch Helena Suková                                         | Gabriela Sabatini Catherine Tanvier                                        | 6-2, 5-7, 7-6                                                              | details |
| 1987-04-13 | Bausch & Lomb/WTA Champ's |         | 300.000 | gravel, buiten | Steffi Graf Gabriela Sabatini                                              | Hana Mandlíková Wendy Turnbull                                             | 3-6, 6-3, 7-5                                                              | details |
| 1988-04-11 | Bausch & Lomb Champ's     | Tier II | 300.000 | gravel, buiten | Zina Garrison Eva Pfaff                                                    | Katrina Adams Penny Barg                                                   | 4-6, 6-2, 7-6                                                              | details |
| 1989-04-10 | Bausch & Lomb Champ's     | Tier II | 300.000 | gravel, buiten | Larisa Neiland Natallja Zverava                                            | Martina Navrátilová Pam Shriver                                            | 7-6, 2-6, 6-1                                                              | details |
| 1990-04-09 | Bausch & Lomb Champ's     | Tier II | 350.000 | gravel, buiten | Mercedes Paz Arantxa Sánchez                                               | Regina Rajchrtová Andrea Temesvári                                         | 7-6, 6-4                                                                   | details |
| 1991-04-08 | Bausch & Lomb Champ's     | Tier II | 350.000 | gravel, buiten | Arantxa Sánchez Helena Suková                                              | Mercedes Paz Natallja Zverava                                              | 4-6, 6-2, 6-2                                                              | details |
| 1992-04-06 | Bausch & Lomb Champ's     | Tier II | 350.000 | gravel, buiten | Arantxa Sánchez Natallja Zverava                                           | Zina Garrison Jana Novotná                                                 | 6-1, 6-0                                                                   | details |
| 1993-04-05 | Bausch & Lomb Champ's     | Tier II | 375.000 | gravel, buiten | Manuela Maleeva Leila Meschi                                               | Amanda Coetzer Inés Gorrochategui                                          | 3-6, 6-3, 6-4                                                              | details |
| 1994-04-04 | Bausch & Lomb Champ's     | Tier II | 400.000 | gravel, buiten | Larisa Neiland Arantxa Sánchez                                             | Amanda Coetzer Inés Gorrochategui                                          | 6-2, 6-7, 6-4                                                              | details |
| 1995-04-03 | Bausch & Lomb Champ's     | Tier II | 430.000 | gravel, buiten | Amanda Coetzer Inés Gorrochategui                                          | Nicole Arendt Manon Bollegraf                                              | 6-2, 3-6, 6-2                                                              | details |
| 1996-04-08 | Bausch & Lomb Champ's     | Tier II | 450.000 | gravel, buiten | Chanda Rubin Arantxa Sánchez                                               | Meredith McGrath Larisa Neiland                                            | 6-1, 6-1                                                                   | details |
| 1997-04-07 | Bausch & Lomb Champ's     | Tier II | 450.000 | gravel, buiten | Lindsay Davenport Jana Novotná                                             | Nicole Arendt Manon Bollegraf                                              | 6-3, 6-0                                                                   | details |
| 1998-04-06 | Bausch & Lomb Champ's     | Tier II | 450.000 | gravel, buiten | Sandra Cacic Mary Pierce                                                   | Barbara Schett Patty Schnyder                                              | 7-6, 4-6, 7-6                                                              | details |
| 1999-04-05 | Bausch & Lomb Champ's     | Tier II | 520.000 | gravel, buiten | Conchita Martínez Patricia Tarabini                                        | Lisa Raymond Rennae Stubbs                                                 | 7-5, 0-6, 6-4                                                              | details |
| 2000-04-10 | Bausch & Lomb Champ's     | Tier II | 535.000 | gravel, buiten | wegens externe omstandigheden werd het toernooi na de kwartfinale afgelast | wegens externe omstandigheden werd het toernooi na de kwartfinale afgelast | wegens externe omstandigheden werd het toernooi na de kwartfinale afgelast | details |
| 2001-04-09 | Bausch & Lomb Champ's     | Tier II | 565.000 | gravel, buiten | Conchita Martínez Patricia Tarabini                                        | Martina Navrátilová Arantxa Sánchez                                        | 6-4, 6-2                                                                   | details |
| 2002-04-08 | Bausch & Lomb Champ's     | Tier II | 585.000 | gravel, buiten | Daniela Hantuchová Arantxa Sánchez                                         | María Emilia Salerni Åsa Svensson                                          | 6-4, 6-2                                                                   | details |
| 2003-04-14 | Bausch & Lomb Champ's     | Tier II | 585.000 | gravel, buiten | Lindsay Davenport Lisa Raymond                                             | Virginia Ruano Paola Suárez                                                | 7-5, 6-2                                                                   | details |
| 2004-04-05 | Bausch & Lomb Champ's     | Tier II | 585.000 | gravel, buiten | Nadja Petrova Meg Shaughnessy                                              | Myriam Casanova Alicia Molik                                               | 3-6, 6-2, 7-5                                                              | details |
| 2005-04-04 | Bausch & Lomb Champ's     | Tier II | 585.000 | gravel, buiten | Bryanne Stewart Samantha Stosur                                            | Květa Peschke Patty Schnyder                                               | 6-4, 6-2                                                                   | details |
| 2006-04-03 | Bausch & Lomb Champ's     | Tier II | 600.000 | gravel, buiten | Shinobu Asagoe Katarina Srebotnik                                          | Liezel Huber Sania Mirza                                                   | 6-2, 6-4                                                                   | details |
| 2007-04-02 | Bausch & Lomb Champ's     | Tier II | 600.000 | gravel, buiten | Mara Santangelo Katarina Srebotnik                                         | Anabel Medina Virginia Ruano                                               | 6-3, 7-6                                                                   | details |
| 2008-04-07 | Bausch & Lomb Champ's     | Tier II | 600.000 | gravel, buiten | Bethanie Mattek Vladimíra Uhlířová                                         | Viktoryja Azarenka Jelena Vesnina                                          | 6-3, 6-1                                                                   | details |

1980 · 1981 · 1982 · 1983 · 1984 · 1985 · 1986 · 1987 · 1988 · 1989 · 1990 · 1991 · 1992 · 1993 · 1994 · 1995 · 1996 · 1997 · 1998 · 1999 · 2000 · 2001 · 2002 · 2003 · 2004 · 2005 · 2006 · 2007 · 2008
ITF-toernooien (mannen en vrouwen)

ATP-toernooien (mannen) – ATP-seizoen 2025

WTA-toernooien (vrouwen) – WTA-seizoen 2025

Voormalige toernooien mannen
Voormalige toernooien vrouwen
Voormalige amateurtoernooien